# Moschowhaitsia
Moschowhaitsia is een geslacht van uitgestorven therocephalide theriodonten uit de Changxingian Archosaurus Assemblage Zone. Het was een van de grotere carnivoren in de fauna-verzamelingen waarin het voorkwam.
De typesoort Moschowhaitsia vjuschkovi werd in 1963/1965 benoemd door Leonid Petrowitsj Tatarinow. De geslachtsnaam combineert verwijzingen naar de geslachten Moschorhinus (zelf afgeleid van het Grieks moschos, 'kuit') en Whaitsia. De soortaanduiding eert wijlen Boris Pawlowitsj Wjoesjkow die het fossiel in 1955/1956 vond en overleed voor hij het kon beschrijven.
Het holotype is PIN 1100/20, een schedel. Die werd vrijgelegd in een zuurbad. Hexacynodon purlinensis Tatarinov 1974 is een jonger synoniem.
De schedel is zo'n twintig centimeter lang. De kaak draagt het grote aantal van zeven postcanine tanden. Er is een secundair verhemelte. Een foramen pineale ontbreekt. De reukkwabben zijn goed ontwikkeld. Aderkanalen op de snuit suggereren de aanwezigheid van snorharen.
Het geslacht werd in 1965 in een eigen Moschowhaitsiinae geplaatst.